# باشگاه بسکتبال ثامن مشهد
باشگاه بسکتبال ثامن مشهد یک باشگاه بسکتبال در شهر مشهد، ایران است.
این باشگاه که در سال ۱۳۹۰ تأسیس شده در سال ۱۳۹۳ به لیگ برتر بسکتبال ایران صعود کرده‌است.

## عملکرد
- شرکت در لیگ بسکتبال استان خراسان رضوی - ۱۳۹۰ (جایگاه ۴)
- شرکت در لیگ دسته دوم بسکتبال ایران - ۱۳۹۰ (جایگاه ۶)
- شرکت در لیگ دسته دوم بسکتبال ایران - ۱۳۹۱ (صعود به لیگ یک)[۲]
- شرکت در لیگ دسته اول بسکتبال ایران - ۱۳۹۲ (صعود به لیگ برتر)
- شرکت در لیگ برتر بسکتبال ایران - ۱۳۹۳ (جایگاه ۸)
- شرکت در لیگ برتر بسکتبال ایران - ۱۳۹۴–۹۵ (جایگاه ۵)[۳]

## مربیان
- مهدی صاحبیان (؟ - دی ۱۳۹۴)
- مهران حاتمی (۱۳۹۴-)